# Względny parytet siły nabywczej
Względny parytet siły nabywczej – forma określania siły nabywczej walut krajów poprzez porównanie poziomu inflacji w tych krajach. Przykład: Jeśli kurs waluty kraju A wyrażonej w walucie kraju B rośnie szybciej niż stosunek inflacji kraju B do inflacji w kraju A, wówczas mówimy o niedowartościowaniu waluty kraju B.